# Rumex albescens
Rumex albescens (англ. Oahu Dock, гав. Huahuako) — вид квіткових рослин родини Гречкові (Polygonaceae)

## Поширення
Вид є ендеміком Гавайських островів. Зустрічається на Кауаї, Оаху та деяких дрібних островах.